# Coelogynopora faenofurca
Coelogynopora faenofurca är en plattmaskart som beskrevs av Sopott-Ehlers 1992. Coelogynopora faenofurca ingår i släktet Coelogynopora och familjen Coelogynoporidae. Inga underarter finns listade i Catalogue of Life.